# Camino del Norte

Verlauf des Camino del Norte

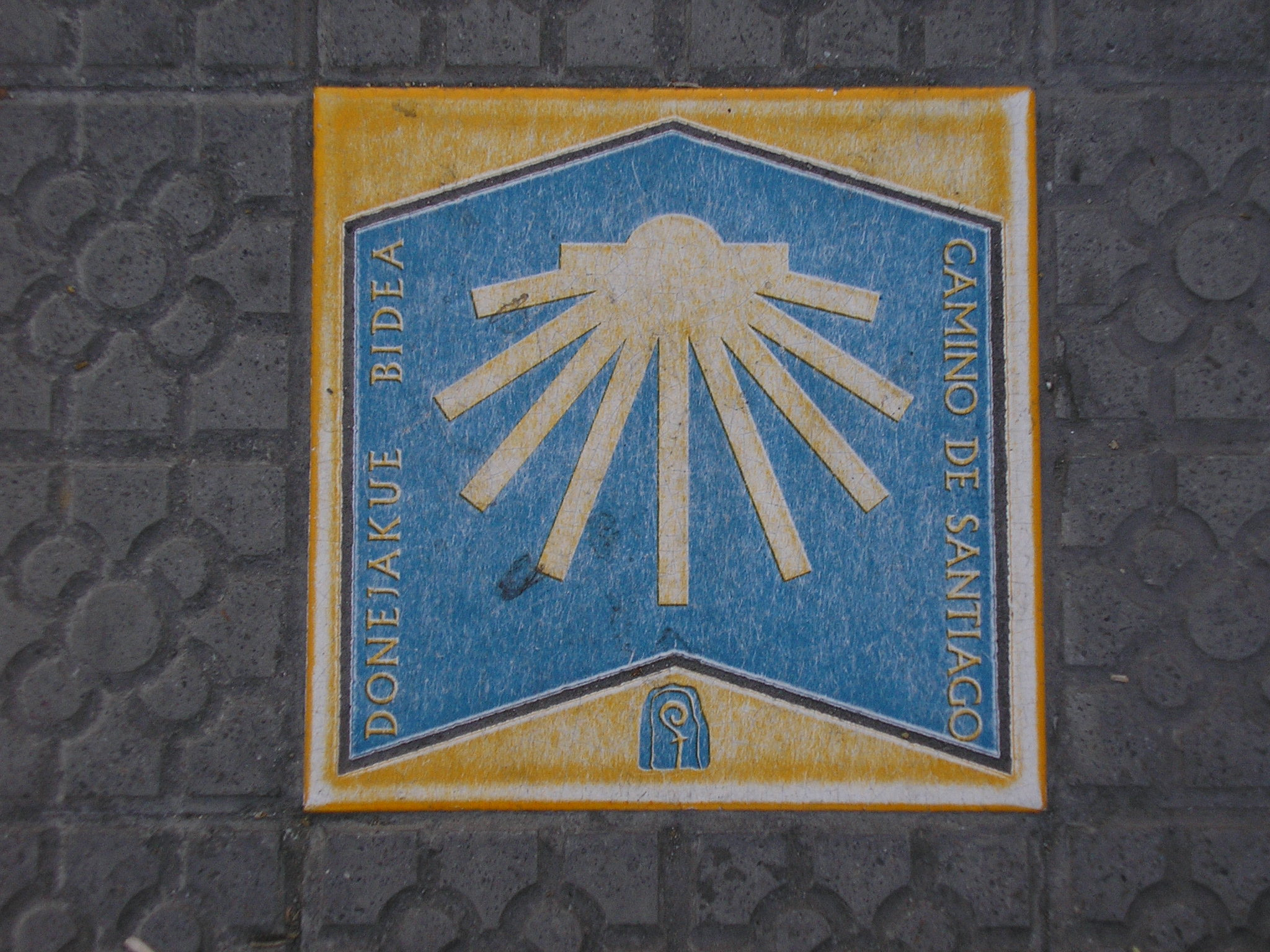
Pflasterstein im Gehweg
(Bilbao, Baskenland)

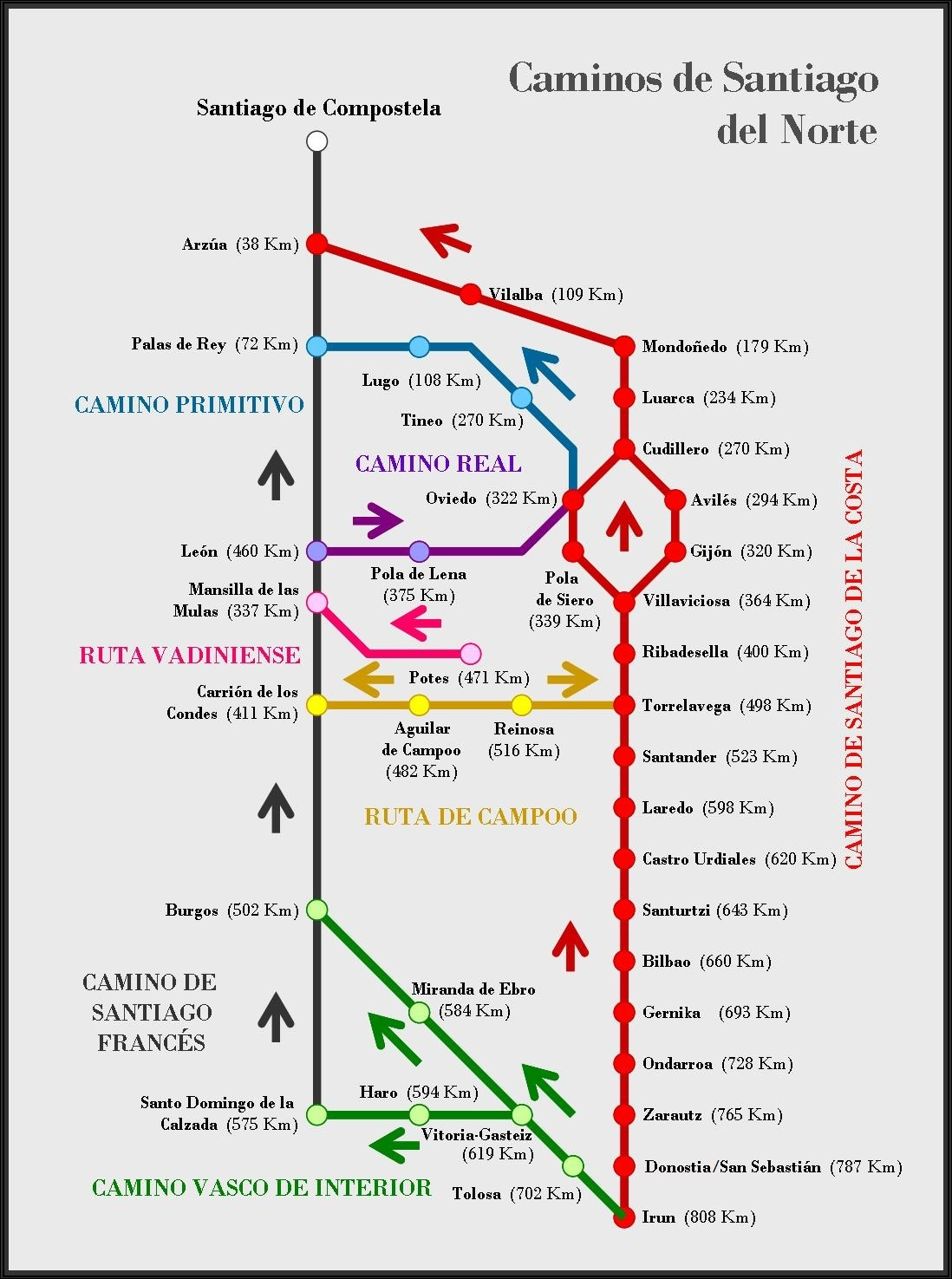
Wegschema

Der Camino del Norte (deutsch Küstenweg) ist einer der Jakobswege nach Santiago de Compostela. Vereinzelt wird die Route Camino de la Costa genannt, sollte aber dabei nicht mit dem "Camino Portuguese da Costa" verwechselt werden.
Der rund 850 Kilometer lange Küstenweg beginnt in Irun und durchquert die nördlichen spanischen Regionen Baskenland, Kantabrien, Asturien und Galicien (entlang der Städte Donostia (San Sebastián), Bilbao, Santander und Oviedo). In einigen Apps für Pilger wird der Beginn der Route in Bayonne angegeben. Der Küstenweg kann in 31 Etappen bewältigt werden.
In Arzúa (38 Kilometer vor Santiago de Compostela) trifft er auf den Camino Francés, die Hauptroute des Jakobsweges. Eine Variante stellt ab Oviedo (etwa 300 Kilometer von Santiago de Compostela entfernt) der Camino Primitivo dar, der in Palas de Rei (68 Kilometer vor Santiago de Compostela) auf den Camino Francés trifft.
Von San Vicente de la Barquera (rund 440 Kilometer vor Santiago de Compostela) ist ein Abstecher nach Potes, zum Kloster Santo Toribio de Liébana, möglich. Hier wird der Überlieferung zufolge als Reliquie der größte Teil des Kreuzes Christi aufbewahrt. Dieses Kloster ist neben Jerusalem, Rom, Santiago de Compostela und Le Puy einer der wenigen Pilgerorte mit dem Privileg eines Heiligen Jahres. 2006 war solch ein heiliges Jahr für Santo Toribio.
Sehenswert entlang des Weges sind auch die in der Nähe von Oviedo gelegenen präromanischen Bauwerke der asturischen Romanik aus dem 9. Jahrhundert.

## Geschichte
Der Ursprung dieses Pilgerweges über die asturianisch-galicische Küste nach Santiago de Compostela geht auf die Entdeckung des Apostelgrabes um 820 zurück. Die Wege des früheren Königreiches Asturien waren mit die ersten, über die Pilger nach Santiago pilgerten. Bevor die Monarchen im 11. und 12. Jahrhundert den französischen Weg als Hauptweg förderten, um die christlichen Königreiche des Nordens zu verbinden, erfreute sich die Küstenstrecke einer ähnlichen Beliebtheit wie die anderen „ursprünglichen“ Pilgerwege. Während der Reconquista verlor der Küstenweg allmählich an Bedeutung.

## Hauptweg
Die Kilometerangaben nach den Orten beziehen sich auf die verbleibende Distanz bis Santiago de Compostela.

### Irun – Bilbao – Santander

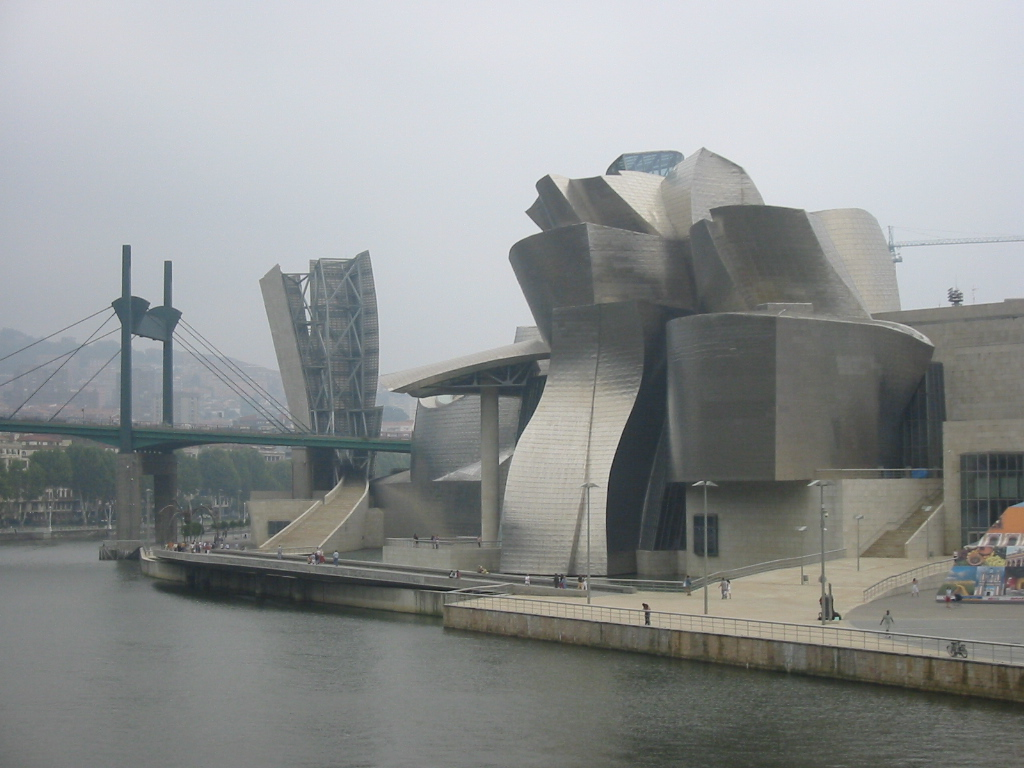
Guggenheim-Museum in Bilbao

Irún 875 → Fuenterrabía/Hondarribia 859 → Pasajes/Pasaia 843 → San Sebastián/Donostia 836 → Igueldo/Igeldo (San Sebastián) 831 → Orio 822 → Zarauz/Zarautz 816 → Asquizu/Askizu (Guetaria) 809 → Zumaia 805 → Itzíar (Deva) 795 → Deba 792 → Olatz (Motrico) 784 → Larruskain (Marquina-Jeméin) 778 → Marquina-Jeméin/Markina-Xemein 769 → Cenarruza 763 → Arbácegui y Guerricáiz/Arbatzegi Gerrikaitz 757 → Arrazua/Arratzu 749 → Guernica y Luno/Gernika-Lumo 743 → Morga 729 → Larrabezúa/Larrabetzu 719 → Lezama 715 → Bilbao 706 → Castrejana (Bilbao) 699 → Barakaldo 690 → Sestao 687 → Portugalete 684 → Playa La Arena (Ciérvana) 672 → Pobeña (Musques) 670 → Ontón (Agüera) 665 → Baltezana (Castro-Urdiales) 663 → Otañes (Castro-Urdiales) 657 → Santullán (Castro-Urdiales) 654 → Sámano (Castro-Urdiales) 652 → Castro-Urdiales 648 → Allendelagua (Castro-Urdiales) 644 → Cerdigo (Castro-Urdiales) 641 → Islares (Castro-Urdiales) 637 → Rioseco (Guriezo) 631 → Pomar (Guriezo) 630 → La Magdalena (Guriezo) 628 → Liendo 616 → Tarrueza (Laredo) 612 → Laredo 609 → Colindres 605 → Treto (Bárcena de Cicero) 602 → Cicero (Bárcena de Cicero) 599 → Gama (Bárcena de Cicero) 596 → Escalante 593 → Argoños 590 → Noja 586 → Castillo de las Siete Villas (Arnuero) 584 → San Miguel (Meruelo) 581 → Bareyo 579 → Güemes (Bareyo) 572 → Galizano (Ribamontán al Mar) 569 → Somo (Ribamontán al Mar) 563 → Santander 558

### Santander – Villaviciosa – Oviedo

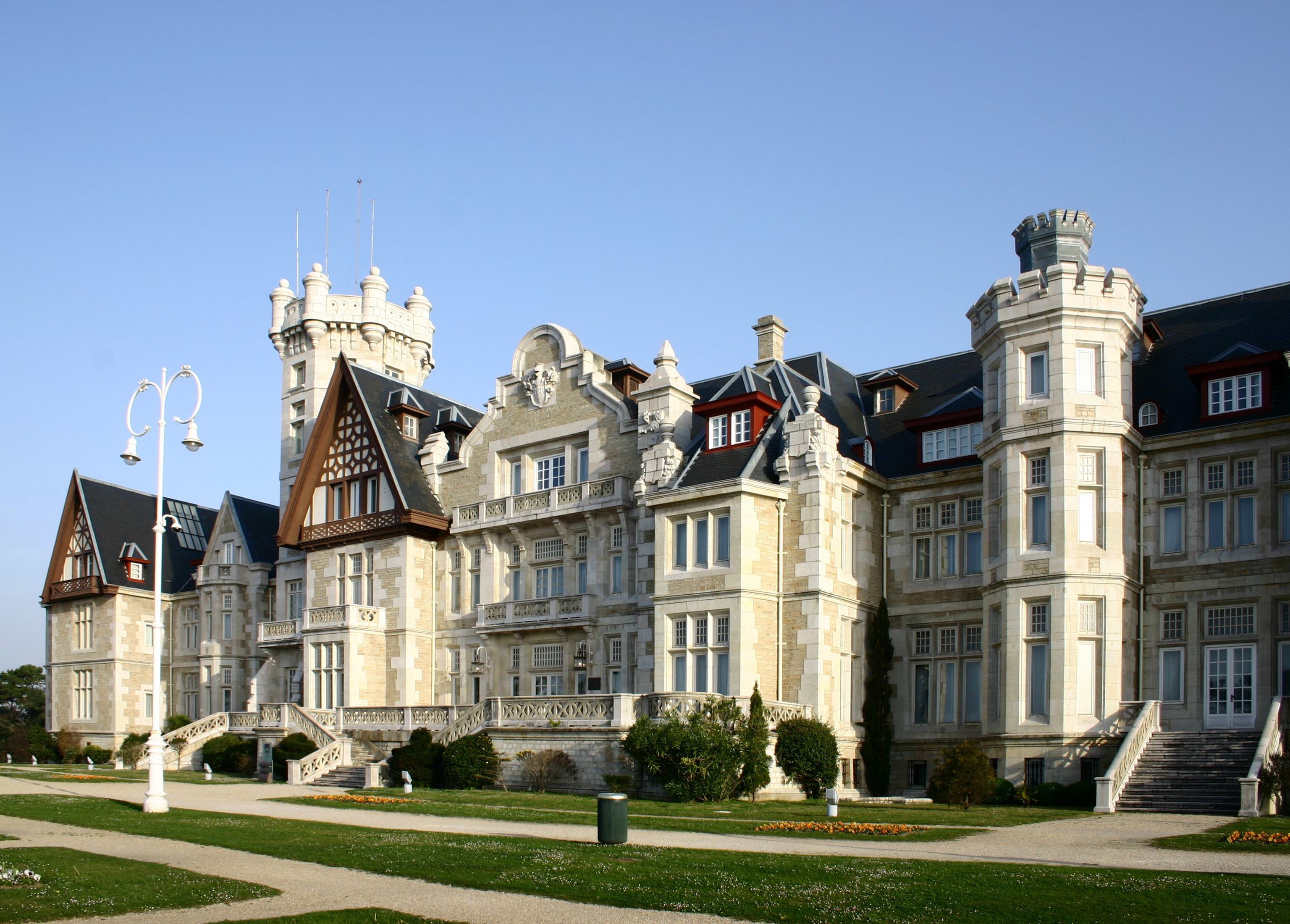
Palacio de la Magdalena in Santander

Peñacastillo (Santander) 553 → Santa Cruz de Bezana 549 → Mompía (Santa Cruz de Bezana) 548 → Boo de Piélagos (Piélagos) 545 → Puente de Arce-Mogro (Miengo) 543 – Bárcena de Cudón (Miengo) 537 → Requejada (Polanco) 533 → Barreda (Torrelavega) 531 → Santillana del Mar 523 → Oreña (Alfoz de Lloredo) 520 → Caborredondo (Alfoz de Lloredo) 517 → Cigüenza (Alfoz de Lloredo) 514 → Cóbreces (Alfoz de Lloredo) 511 → La Iglesia (Ruiloba) 506 → Comillas 502 → El Tejo (Valdáliga) 499 → San Vicente de la Barquera 493 → La Acebosa (San Vicente de la Barquera) 491 → Serdio (Val de San Vicente) 486 → Pesués (Val de San Vicente) 482 → Unquera (Val de San Vicente) 478 → Colombres (Ribadedeva) 477 → Celles (Noreña) 475 → Buelna (Llanes) 470 → Pendueles (Llanes) 468 → Vidiago (Llanes) 466 → Puertas de Vidiago (Llanes) 464 → San Roque del Acebal (Llanes) 460 → Llanes 456 → Poo (Llanes) 454 → Celorio/Celoriu (Llanes) 452 → Barro 450 → Niembro (Llanes) 449 → Naves (Llanes) 444 → Nueva 440 → Pría 438 → Ribadesella/Ribeselle 429 → San Pedro/San Pedru la Llama (Ribadesella) 425 → Abeo/Abéu (Ribadesella) 424 → La Vega (Ribadesella) 421 → Berbes (Ribadesella) 419 → La Isla (Colunga) 412 → Colunga 408 → Pernús (Colunga) 403 → Sebrayo (Villaviciosa) 397 → Villaviciosa 391

### Oviedo – Cudillero – Santiago de Compostela

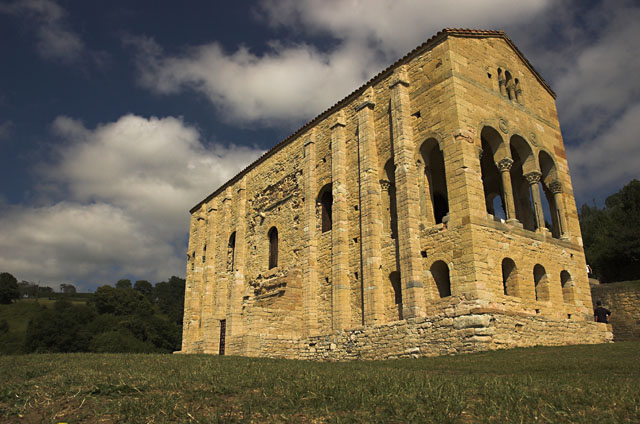
Santa María del Naranco in Oviedo

Amandi (Villaviciosa) 390 → Ambás (Villaviciosa) 384 → Arbazal (Villaviciosa) 381 → La Campa (Sariego) 380 → Sariego/Sariegu 375 → Pola de Siero/La Pola (Siero) 367 → El Berrón (Siero) 363 → Colloto (Oviedo) 355 → Oviedo/Uviéu 350 → Posada de Llanera (Llanera) 339 → La Miranda (Llanera) 335 → Solís (Corvera de Asturien) 330 → Cancienes (Corvera de Asturien) 327 → Nubledo (Corvera de Asturien) 326 → Villalegre (Avilés) 322 → Avilés 321 → Salinas (Castrillón) 316 → Santiago del Monte (Castrillón) 310 → Ranón (Soto del Barco) 304 → El Castillo (Soto del Barco) 303 → Muros de Nalón 299 → El Pito/El Pitu (Cudillero) 297 → Cudillero 295

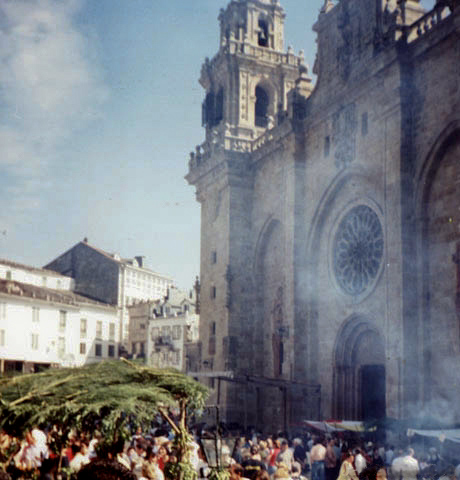
Kathedrale San Pedro in Mondoñedo

Villademar (Cudillero) 293 → El Rellayo (Cudillero) 291 → Soto de Luiña (Cudillero) 285 → Novellana (Cudillero) 278 → Castañeras (Cudillero) 276 → Santa Marina (Cudillero) 274 → Ballota (Cudillero) 272 → Tablizo (Valdés) 270 → El Ribón (Valdés) 268 → Friera (Valdés) 265 → Cadavedo (Valdés) 264 → Villademoros (Valdés) 263 → San Cristóbal (Valdés) 262 → Querúas (Valdés) 260 → Canero (Valdés) 258 → Barcia (Valdés) 251 → Villar (Valdés) 250 → Luarca (Valdés) 248 → Villuir (Valdés) 245 → Otur/Outur (Valdés) 242 → Piñera (Navia) 235 → Navia 230 → Jarrio (Coaña) 228 → Cartavio (Coaña) 224 → La Caridad/A Caridá (El Franco) 220 → El Franco 215 → Porcia (El Franco) 214 → Tol (Castropol) 207 → Barres (Castropol) 202 → Figueras (Castropol) 200 → Ribadeo 199 → Vilela (Ribadeo) 191 → San Martín Pequeño (Barreiros) 182 → San Martín Grande (Barreiros) 180 → Gondán (Barreiros) 177 → Lourenzá 169 → Arroxo (Fonsagrada) 166 → Mondoñedo 160 → Gontán (Abadín) 145 → Abadín 144 → Martiñán (Villalba) 136 → Goiriz (Villalba) 128 → Villalba/Vilalba 123 → Alba (Villalba) 116 → Ferreira (Villalba) 109 → Baamonde (Begonte) 102 → Santa Leocadia de Parga / (Guitiriz) 95 → Laguna 89 → Miraz (Friol) 86 → Marcela 74 → Mesón 68 → Sobrado de los Monjes/Sobrado dos Monxes (Sobrado) 62 → Castro (Sobrado) 58 → Badelos (Sobrado) 56 → Corredoiras (Sobrado) 54 → Boimil (Boimorto) 53 → Boimorto 52 → Sendelle (Boimorto) 48 → Arzúa 40

## Nebenstrecken und Varianten
- Variante über Rentería

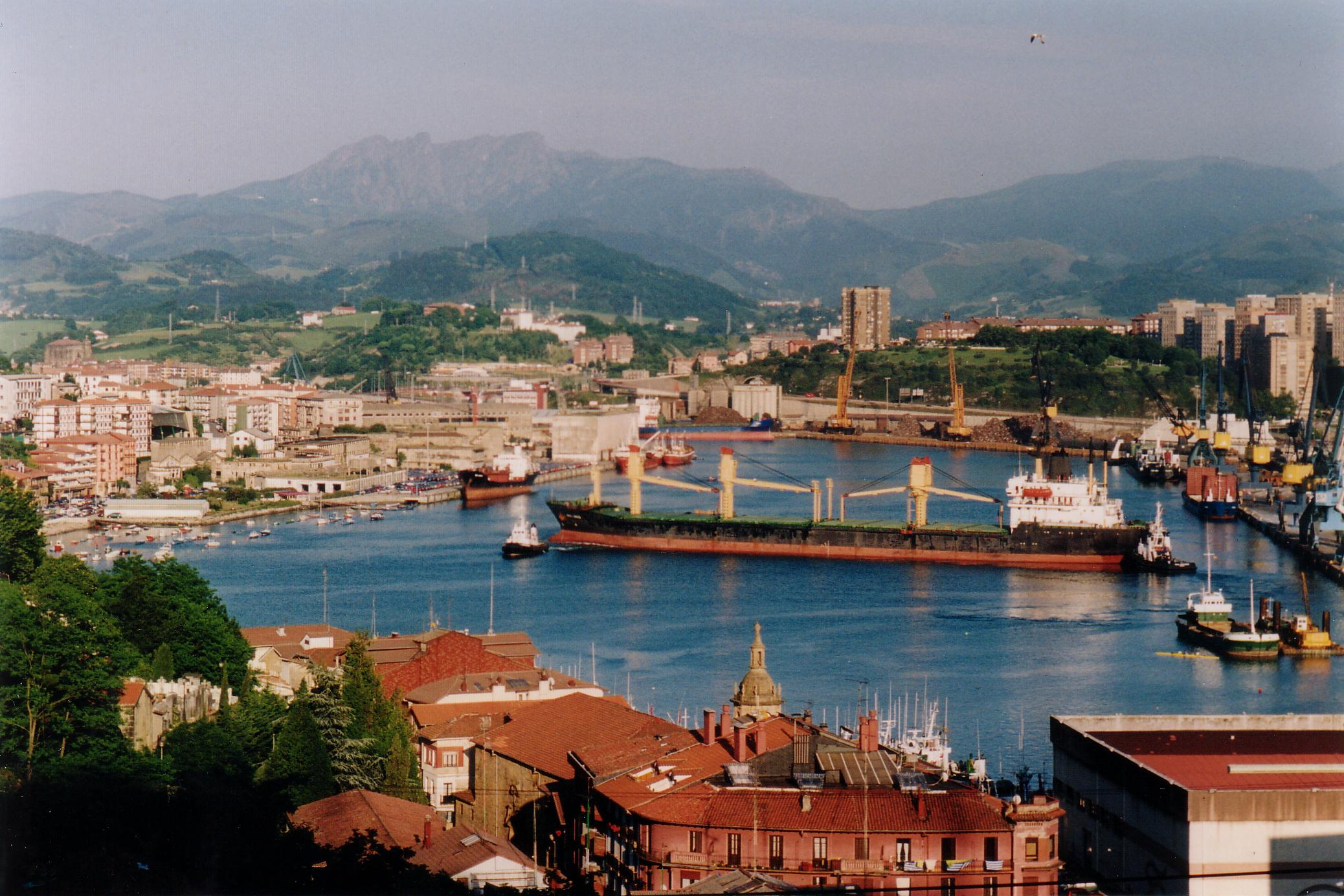
Pasajes (Gipuzkoa)

Irún 861 – Oyarzun/Oiartzun 853 – Rentería/Errentería 848 – Pasajes/Pasaia 843
- Variante über Astigarraga

Oyarzun/Oiartzun 853 – Astigarraga 843 – San Sebastián/Donostia 836
- Variante über Mioño

Ontón (Agüera) 667 – Mioño (Castro-Urdiales) 662 – Castro Urdiales 659
- Variante über El Astillero

Zwischen Somo und Santander liegt die Bucht von Santander, die gewöhnlich per Fähre überwunden wird. Die Variante über El Astillero führt den Weg ins Landesinnere am Ufer der Bucht entlang.
Somo (Ribamontán al Mar) 594 – Heras (Medio Cudeyo) 584 – El Astillero 577 – Camargo 570 – Santander 558
- Variante Villaviciosa – Cudillero über Gijón

Villaviciosa 387 – Grases (Villaviciosa) 382 – Niévares (Villaviciosa) 380 – Peón (Villaviciosa) 371 – Curbiello (Villaviciosa) 367 – Cabueñes (Gijón) 361 – Gijón 355 – Veriña (Gijón) 350 – Santa Eulalia (Carreño) 341 – Tamón (Carreño) 341 – Trasona/Tresona (Corvera de Asturien) 331 – Avilés 326
- Variante über Toques

Corredoiras (Sobrado) 77 – Toques 58 – Melide 52

## Sehenswertes

### Asturien
- Ribadedeva

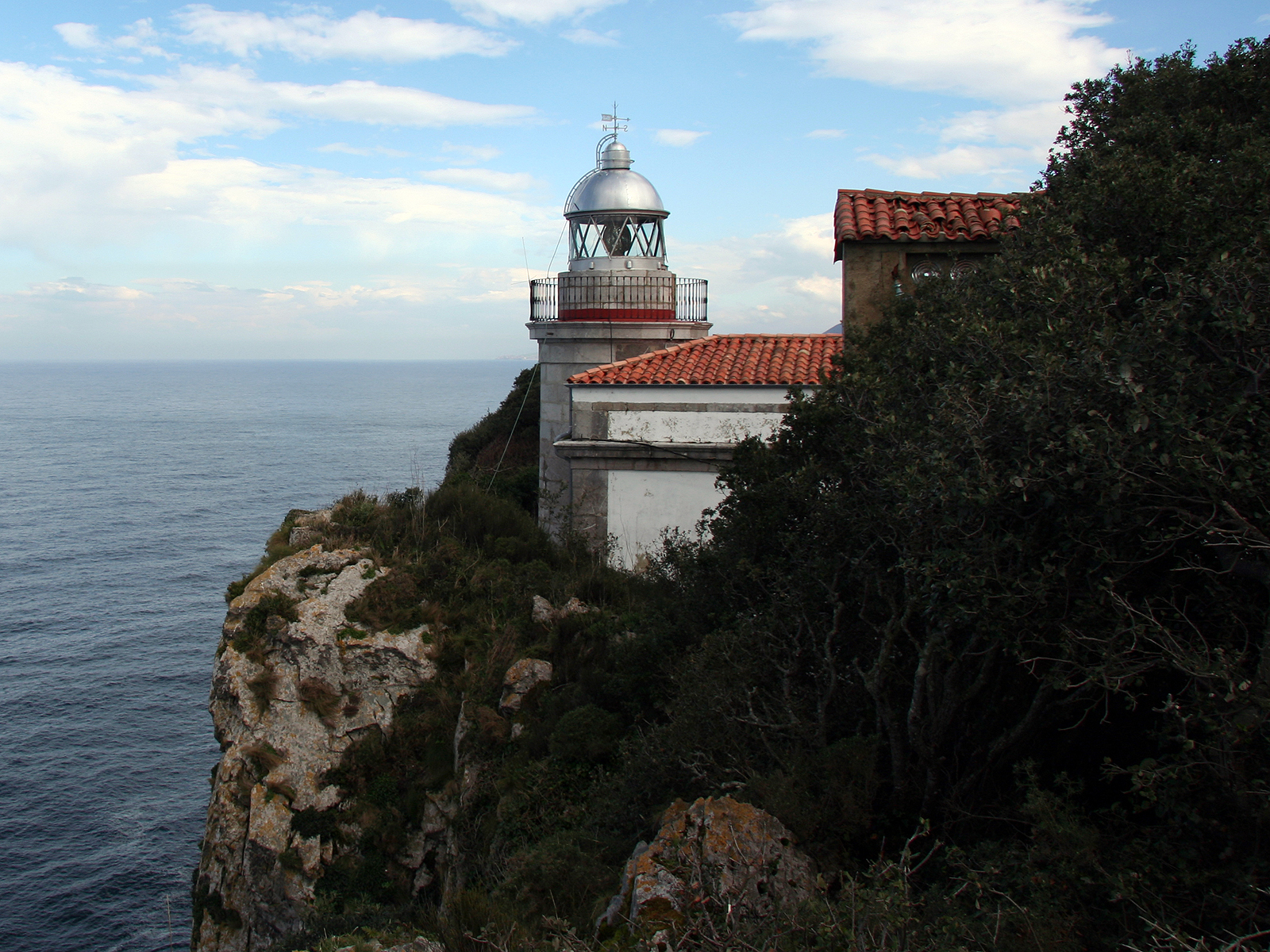
Leuchhturm San Emeterio

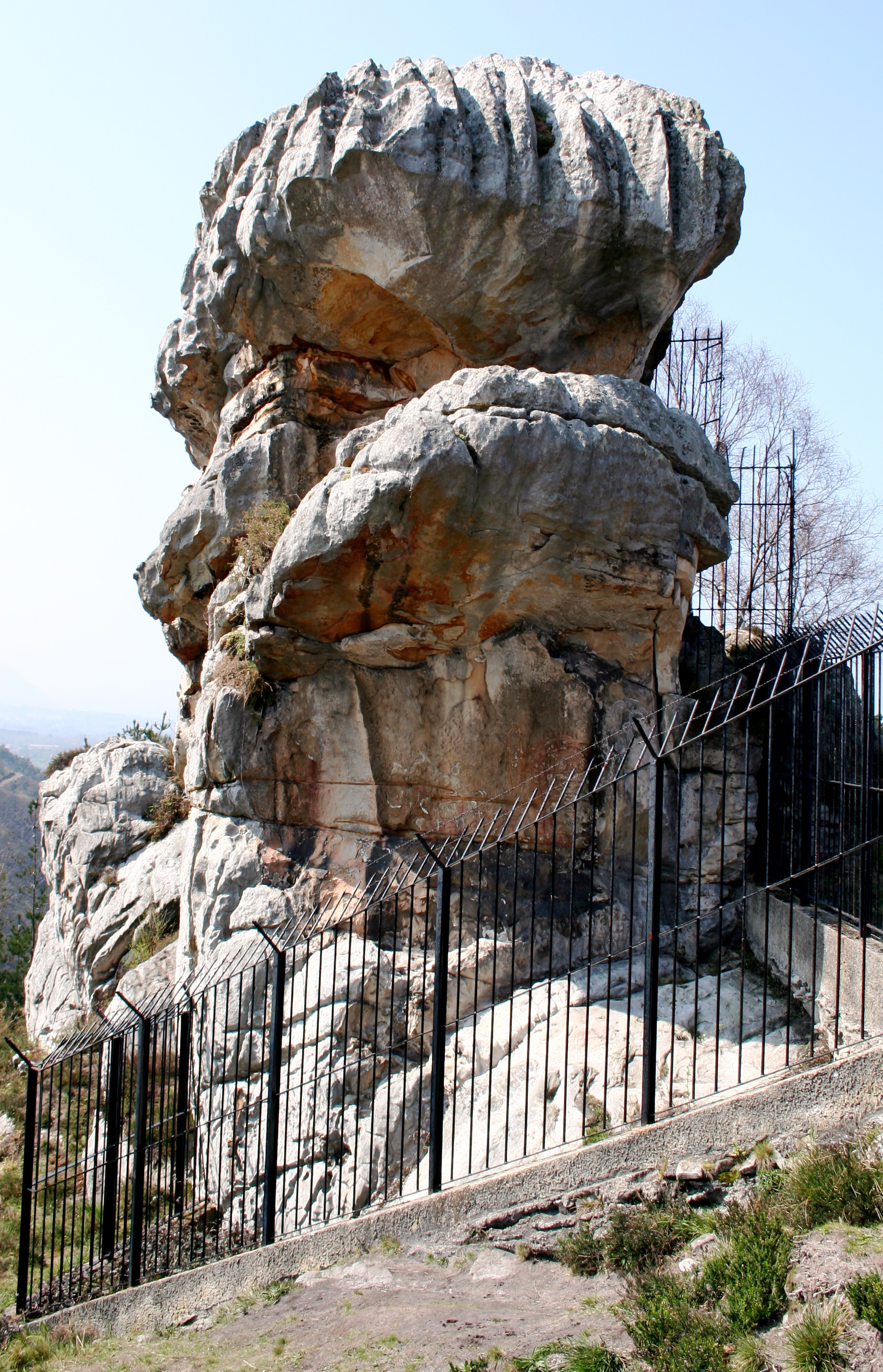
Peña Tú

Bustio () „Palacete de indianos“ Haus im typischen Stil der in Amerika zu Geld Gekommenen, der Jakobsweg verläuft durch den Park

Colombres (), Quinta Guadalupe, Archivo de Indianos „Amerika-Auswanderermuseum“ , Iglesia Parroquial (Pfarrkirche) de Santa María, Faro (Leuchtturm) de San Emeterio
El Peral (), Einsiedelei „Ermita del Santo Cristo del Bao“ aus dem 12. und 13. Jahrhundert
 La Franca (), Puente romano (Römerbrücke) über den Rio Cabra, Capilla de Nuestra Señora de los Angeles
- Llanes

Buelna (): Iglesia Parroquial (Pfarrkirche) de Santa Maria

Pendueles (): Iglesia Parroquial (Pfarrkirche) de San Acisclo auf den Grundmauern eines Klosters aus dem 11. Jahrhundert, Palacio del conde (Palast des Grafen) del Valle de Pendueles

Vidiago (): Iglesia Parroquial (Pfarrkirche) de Santa Maria, Palacio (Landhaus der Familie) Villar

Puertas de Vidiago (), Nationaldenkmal „Idolo de Peña Tú “ mit 4000 Jahre alten Felsmalereien,
„Bufones de Arenillas“, Meerwassergeysire, die bei hohem Wellengang eine bis zu 40 m hohe Wasserfontäne ausstoßen

San Roque del Acebal (): Kirche „Iglesia de San Roque del Acebal“

Llanes: Iglesia Parroquial (Pfarrkirche) de Santa Maria, Capilla de Santa Ana

Poo (Po) (): Iglesia de San Vicente

Celorio (): Kloster Monasterio de San Salvador von 1076

Barro (Barru) : Capilla (Kapelle) de las Animas, Iglesia (Kirche) de Nuestra Señora de los Dolores

Niembro (Niembru) : Capilla de San Pelayo

Naves: Monasterio (Kloster) de San Antolín de Bedón, Iglesia (Kirche) Parroquial de San Antolin

Villaḥormes: Ermita (Einsiedelei) de Santa Eulalia

Nueva: Capilla del Santo Cristo del Amparo von 1712, Capilla de San Roque, Capilla de la Blanca, Iglesia de San Jorge, Ermita del Cristo

Belmonte de Pria (): Capilla de San José

- Ribadesella

Cuerres (): Puente del Aguamía, Pilgerbrücke aus römischer Zeit über das Flüsschen Mia.

Toriello (Toriellu) (): Capilla de San Martín

Ribadesella: Alter Fischerhafen, Altstadt, mit zahlreichen Fischer-, Handels- und Adelshäusern, Tropfsteinhöhle von Tito Bustillo, Kirche „Iglesia de Santa María Magdalena“, Kapelle „Capilla de Santa Ana“
San Pedro (Asturien) (), Capilla de San Pedro de La Llama

Abeo (): Palast und Kapelle der Familie Argüelles

San Esteban de Leces (), Iglesia Parroquial de San Esteban, Torre de los Ruiz-Junco

La Vega (): Capilla de la Magdalena
- Colunga

La Isla (): Iglesia (Kirche) de la Isla

Bueño (), Palacio de Bueño

Colunga: Iglesia Parroquial (Pfarrkirche) de San Cristóbal, Capilla (Kapelle) de Santa Ana

Conlledo (), Naturdenkmäler der Dinosaurierküste „Yacimientos de Icnitas“

Pernús (), Kirche „Iglesia de San Pedro“
- Villaviciosa

Priesca (): Iglesia Parroquial (Pfarrkirche)de San Salvador de Priesca – Grundsteinlegung 921

La Vega (): Capilla de San Lorenzo

Sebrayo (): Iglesia Parroquial (Pfarrkirche) de Santa María, Capilla de Santa María

Carda (): Kirche „Iglesia de Santa Eulalia de Carda“

Villaviciosa (): Capilla de la Concepción de la Torre, Santa María de la Oliva aus dem 13. Jahrhundert

Amandi (): Iglesia Parroquial (Pfarrkirche) de San Salvador von 1134, Iglesia de San Juan de Amandi

Casquita (): Capilla de San Blas

Grases () Kirche „Iglesia de San Vicente“ von 1769

Camoca (): Kirche „Iglesia de San Juan“ aus dem 13. Jahrhundert

Castiello (): Capilla de la Concepción de la Torre, Kirche „Iglesia de San Juan de Castiello“

Ambás (): Kirche „Iglesia de San Pedro de Ambás“

Valdedios (): Monasterio (Kloster) de Santa María mit dem Konvent, der Kirche San Salvador de Valdediós aus dem 9. Jahrhundert und einem Kriegerdenkmal.

Arbazal (): Iglesia (Kirche) de Santa María de Arbazal

La Campa: Mirador (Aussichtspunkt) de La Campa
- Sariego

Vega de Sariego (): Iglesia (Kirche) Santa María de Narzana aus dem 12. Jahrhundert

Aramanti: Capilla de San Pedrín de la Cueva
- Siero

Aveno (): Capilla del Angel de la Guarda de Vega de Poja

Pola de Siero: Iglesia Parroquial (Pfarrkirche) de San Pedro

El Campó: Iglesia de Santa Marina de Cuclillos

Meres (): Palacio de Meres Stadtpalast aus dem 15. Jahrhundert.

Granda (): Kirche „Iglesia de San Pedro“

El Lugarín: Iglesia de San Martín de Vega de Poja
- Oviedo

Oviedo (Kathedrale)

La Corredoria: Monasterio de Santa María de los Ángeles
- Llanera

Campiello (): Iglesia de San Martín de Cayés

Posada de Llanera ():Monte Abarríu
- Corvera

Corvera (): Iglesia de San Juan Bautista

Solis (): Ermita de los Santos Justo y Pastor, Iglesia de Santa María

Cancienes (): Ermita de Nuestra Señora de la Consolación, Kirche „Iglesia de Santa María“

Nubledo: (): Capilla de la Virgen de la Consolación
- Avilés

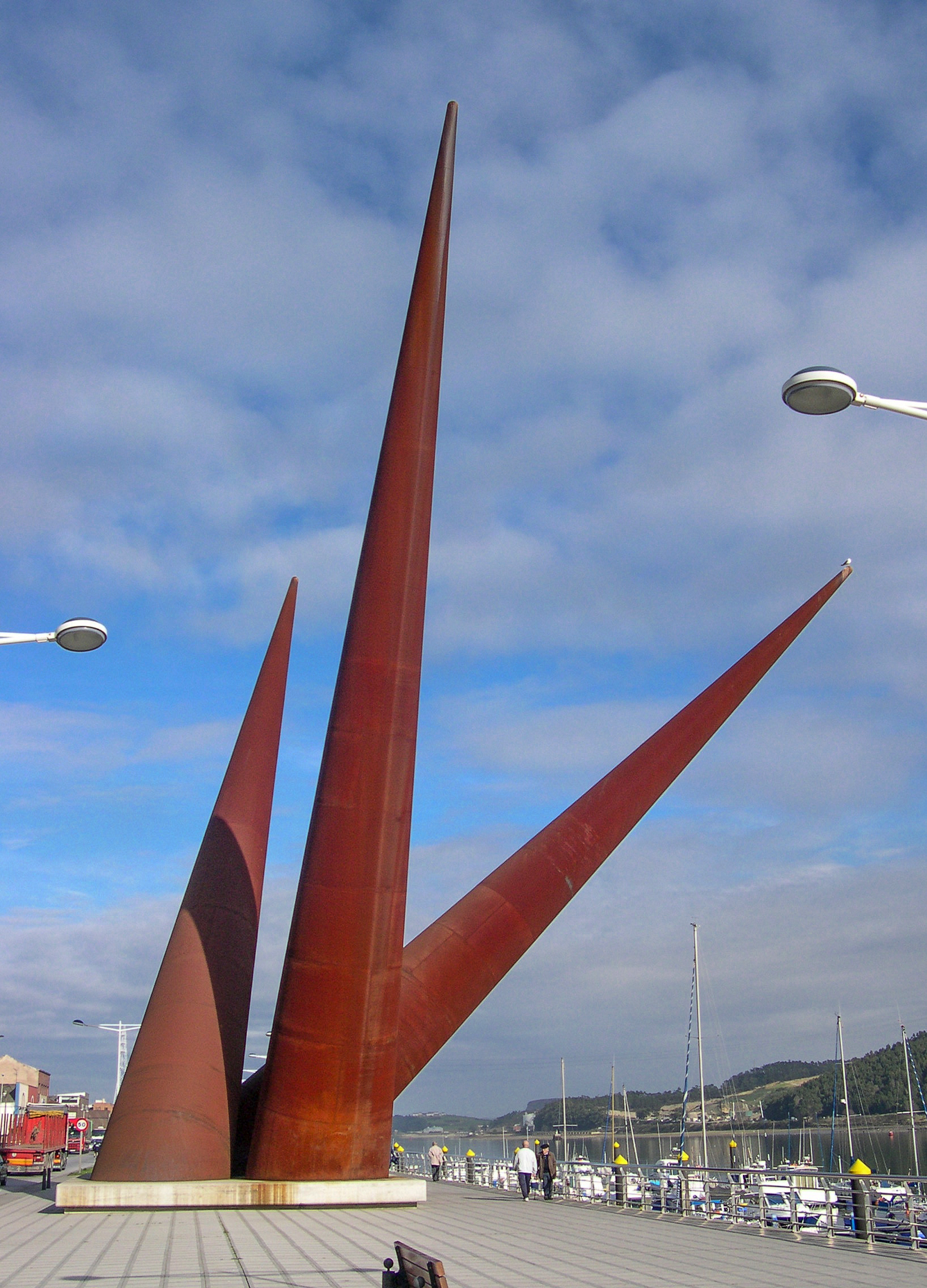
Kunstwerke die man in Avilés überall findet

Avilés: Franziskanerkirche (Iglesia de los Franciscanos), Iglesia (Kirche) de Santo Tomás de Cantorberi, Palasttheater, San Nicolás de Bari, Iglesia (Kirche) de Sabugo
- Castrillón

San Martín de Laspra (): Iglesia Parroquial – Pfarrkirche aus dem 18. Jahrhundert.

Naveces (): Palacio (Landhaus) de Prada aus dem 17. Jahrhundert

San Adriano (): Capilla de San Adriano
- Soto del Barco

El Castillo (): Castillo de San Martin

Soto del Barco (): Palast von Ferrera aus dem 16. Jahrhundert
- Muros

Muros de Nalón (): El Palacio de Valdecarzana y Vallehermoso aus dem 15. Jahrhundert, La Plaza del Marques de Muros, von Carlos I. als Marktplatz autorisiert, El Templo Parroquial (Pfarrkirche) de Santa María
- Cudillero

El Pito (): Palast und Kirche der Selgaas

Cudillero: La capilla del Humilladero – Gotische Kapelle aus dem Ausgehenden 16. Jh., Iglesia (Kirche) de San Pedro Gotische Kirche aus dem 16. Jh., La casa rectoral – Heimatmuseum mit beeindruckendem Kirchenschatz

Soto de Luiña: Iglesia (Kirche) de San Martín aus dem 18. Jh., Iglesia (Kirche) de Santa María

Villademar (): Torre de Villademar, Capilla de Nuestra Señora de la O, Ermita de Santa Ana de Montarés

La Magdalena (): Capilla de Santa María Magdalena

Lamuño (): Capilla de Nuestra Señora de la Chin, Capilla del Consuelo

Soto de Luiña (): Hospital de Peregrinos von 1713, Pfarrkirche von 1691

Valdredo (): Capilla del Salvador

Albuerne (): Capilla de Albuerne

Novellana (): Iglesia Parroquial de Santiago

Santa Marina (): Capilla de Santa Marina

Ballota: Iglesia de Santa María, Ermita de San Roque
- Valdés

Cadavedo (): Ermita (Kapelle) de la Regalina

Villademoros (): Torre de Villademoros – Verteidigungsturm aus dem 15. Jahrhundert

Canero (): Pfarrkirche „Iglesia Parroquial de San Miguel“ aus dem 19. Jahrhundert

Barcia (): Maurischer Friedhof (Cementerio musulmán), Pfarrkirche aus dem 13. Jahrhundert

Luarca: Ermita de la Atalaya, Pfarrkirche „Iglesia Parroquial de Santa Eulalia“ von 912

El Piniello (): Kapelle (Capilla) von Otur aus dem 17. Jahrhundert, Pfarrkirche „Iglesia Parroquial de Otur“
- Navia

Villapedre (): Pfarrkirche „Iglesia Parroquial de Villapedre“, „Casa-Palaciode Fernández“ aus dem 18. Jahrhundert

Navia (): Pfarrkirche „Nuestra Señora de la Barca“, Kirche Santa Marina de Vega aus dem 18. Jahrhundert
- Coaña

Jarrio (): Capilla de Santa Ana

Cartavio: Kirche „Iglesia de Santa María de Cartavio“ von 976 ()
- El Franco

La Caridad: Casa de Alvarín, Barockkirche „San Miguel de Mohices“, Pfarrkirche

Valdepares: Palacio Fonfría ()

Porcía: Capilla de los Remedios
- Tapia de Casariego

Salave (): Iglesia Parroquial (Pfarrkirche)

Tapia de Casariego: Ermita de San Blas (16. Jh.), Palacio (Palast) de Cancio aus dem 16. Jahrhundert, Puerto (Fischereihafen) Pesquero
- Castropol

Seares (): Kirche (Iglesia) de Santa Cecilia
- Vegadeo

Vegadeo: Capilla de La Cal, Capilla de Vegadeo, Iglesia Nuestra Señora de La Asunción

Miou: Capilla (Kapelle) de Santa Leocadia, Reserva Natural Parcial de la Ría del Eo (Naturpark)

Louteiro: Casa Villamil, Reserva Natural Parcial de la Ría del Eo (Naturpark)

Abres: Iglesia de Santiago, Palacio del Pividal

## Galerie

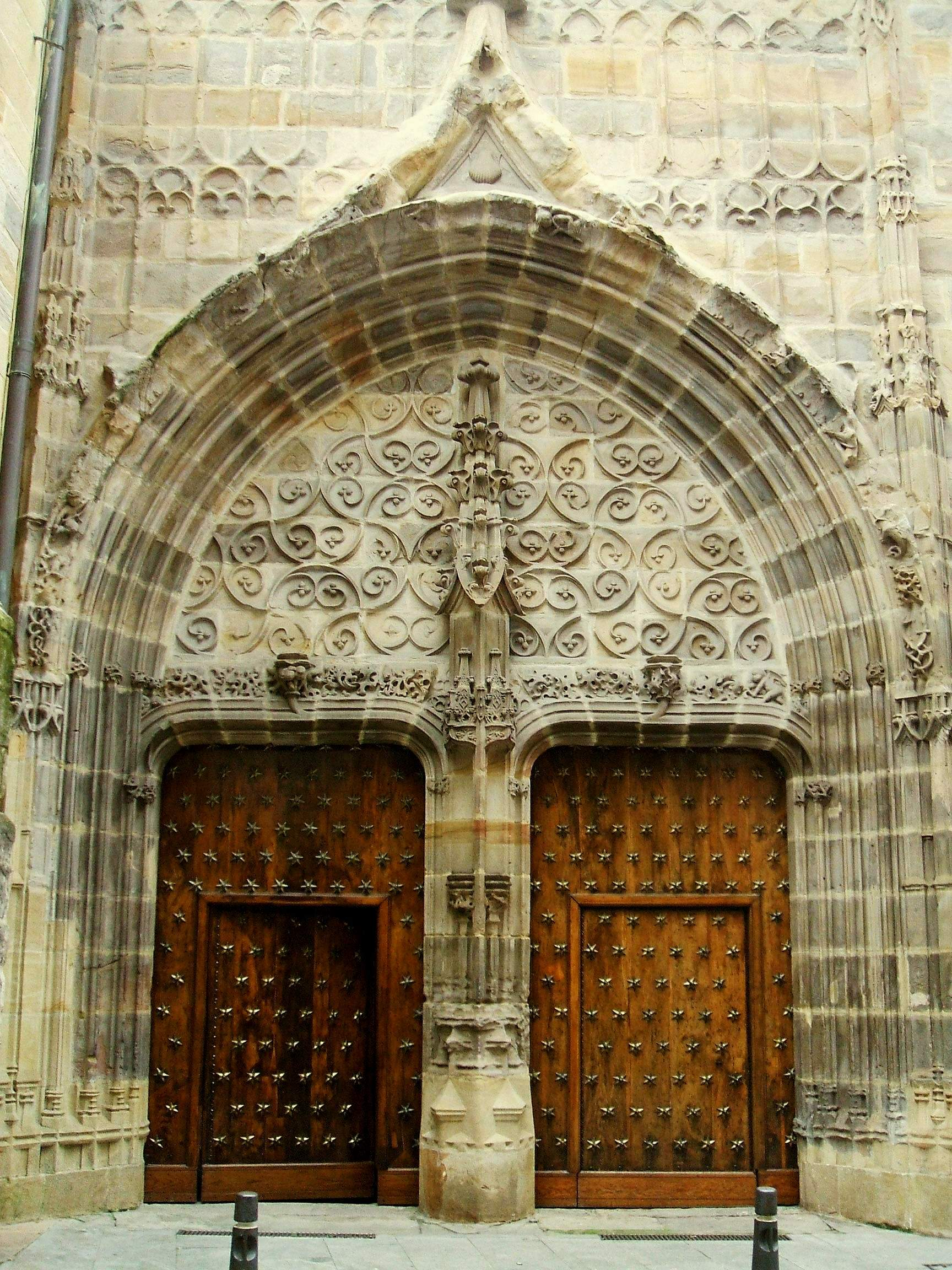
Pilgerportal Puerta del Ángel der Kathedrale von Bilbao, bekrönt mit der Jakobsmuschel
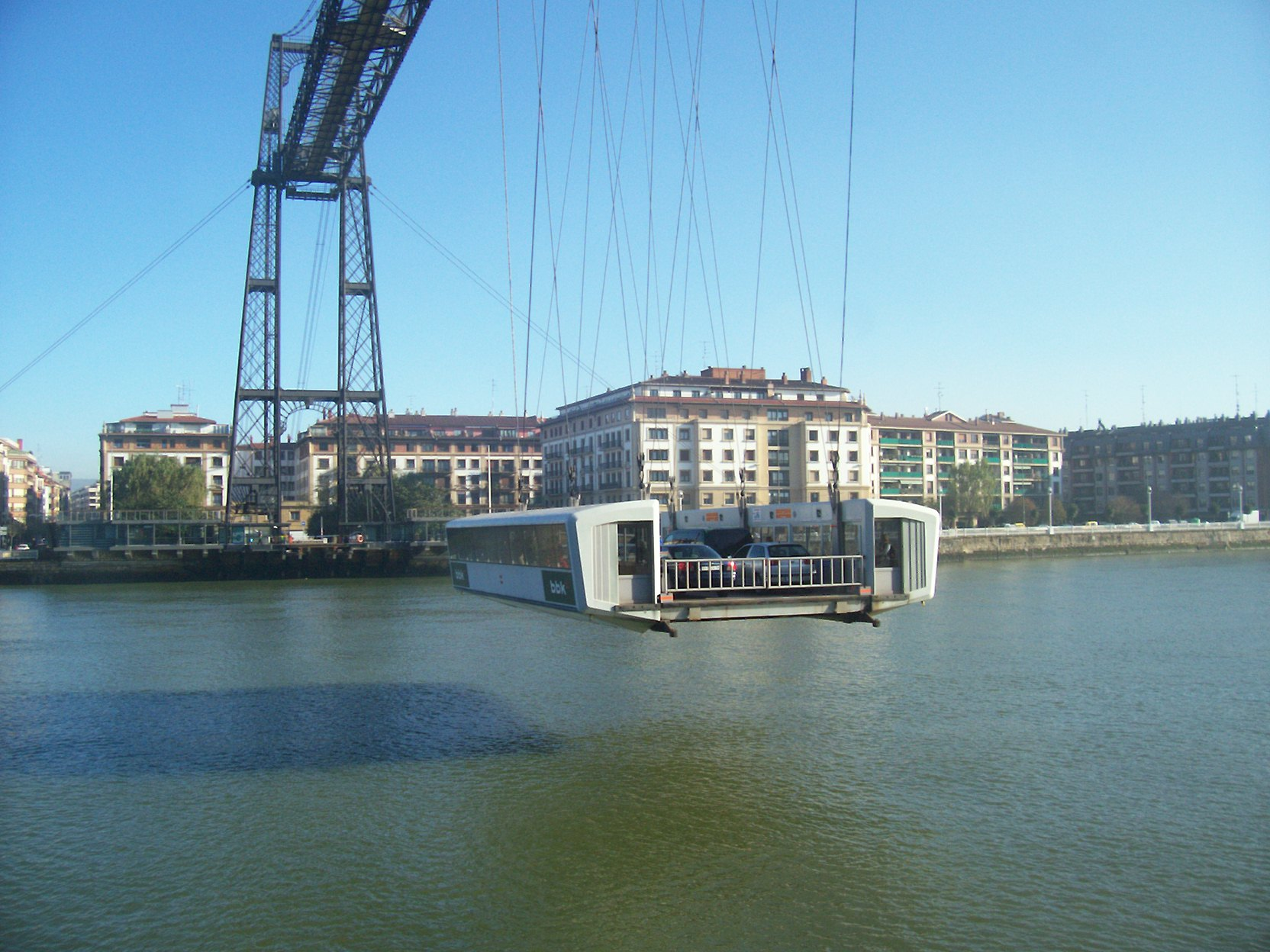
Puente de Vizcaya en Portugalete
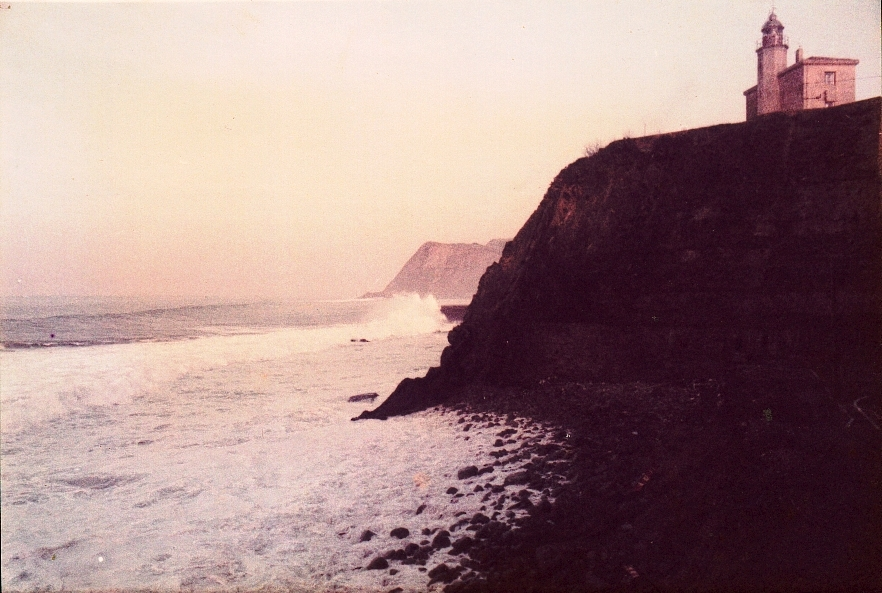
Faro de Zumaya
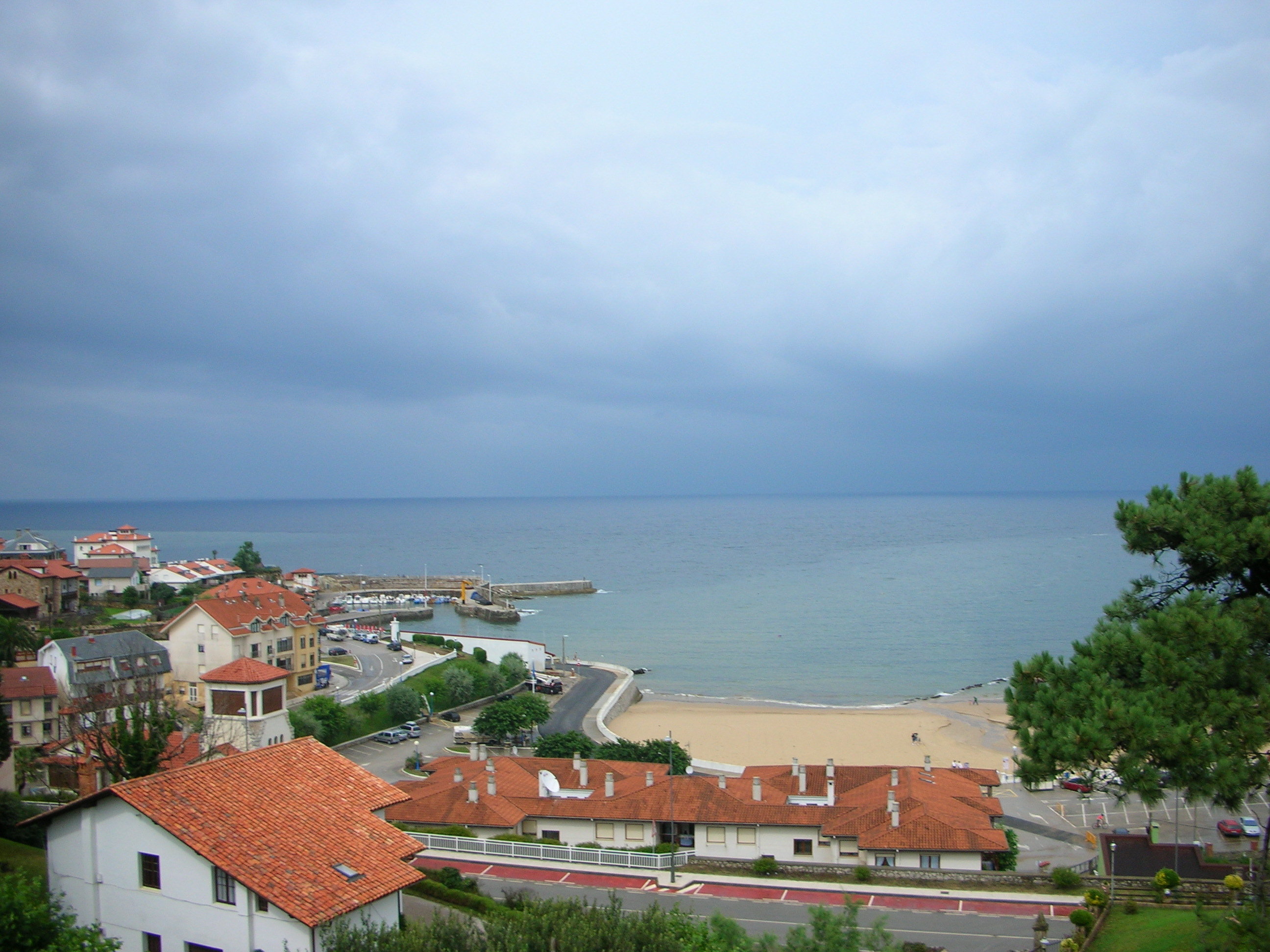
Comillas (Kantabrien)
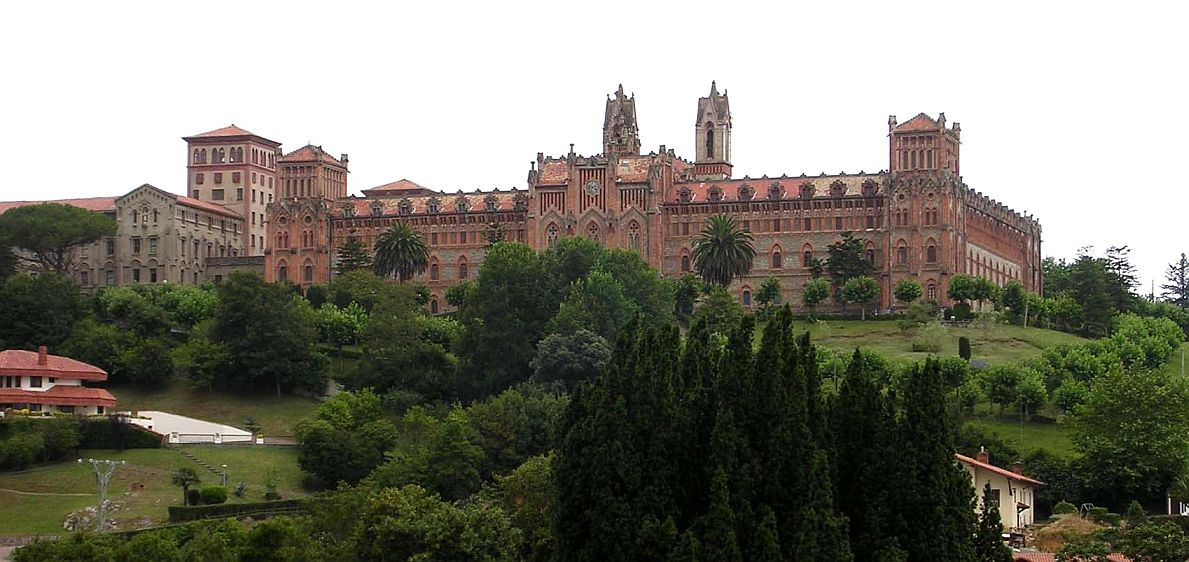
Päpstliche Universität Comillas
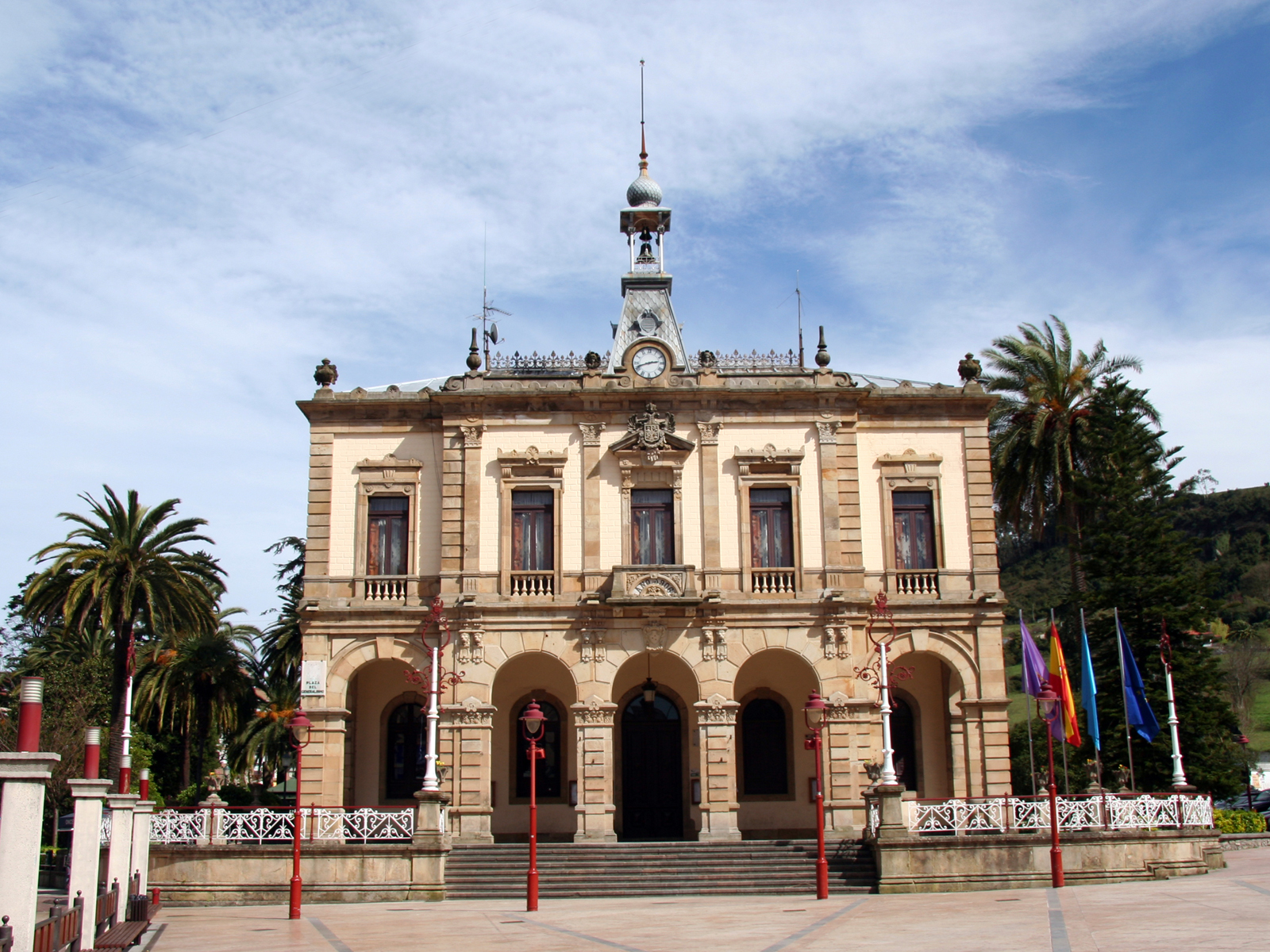
Ayuntamiento de Villaviciosa
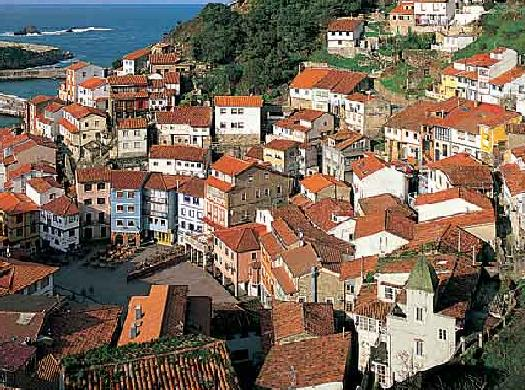
Cudillero (Asturien)
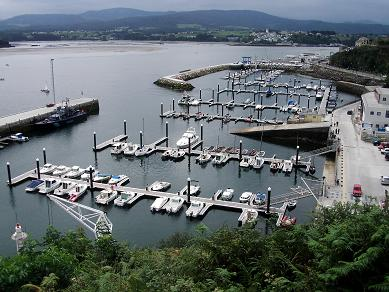
Ribadeo (Lugo)
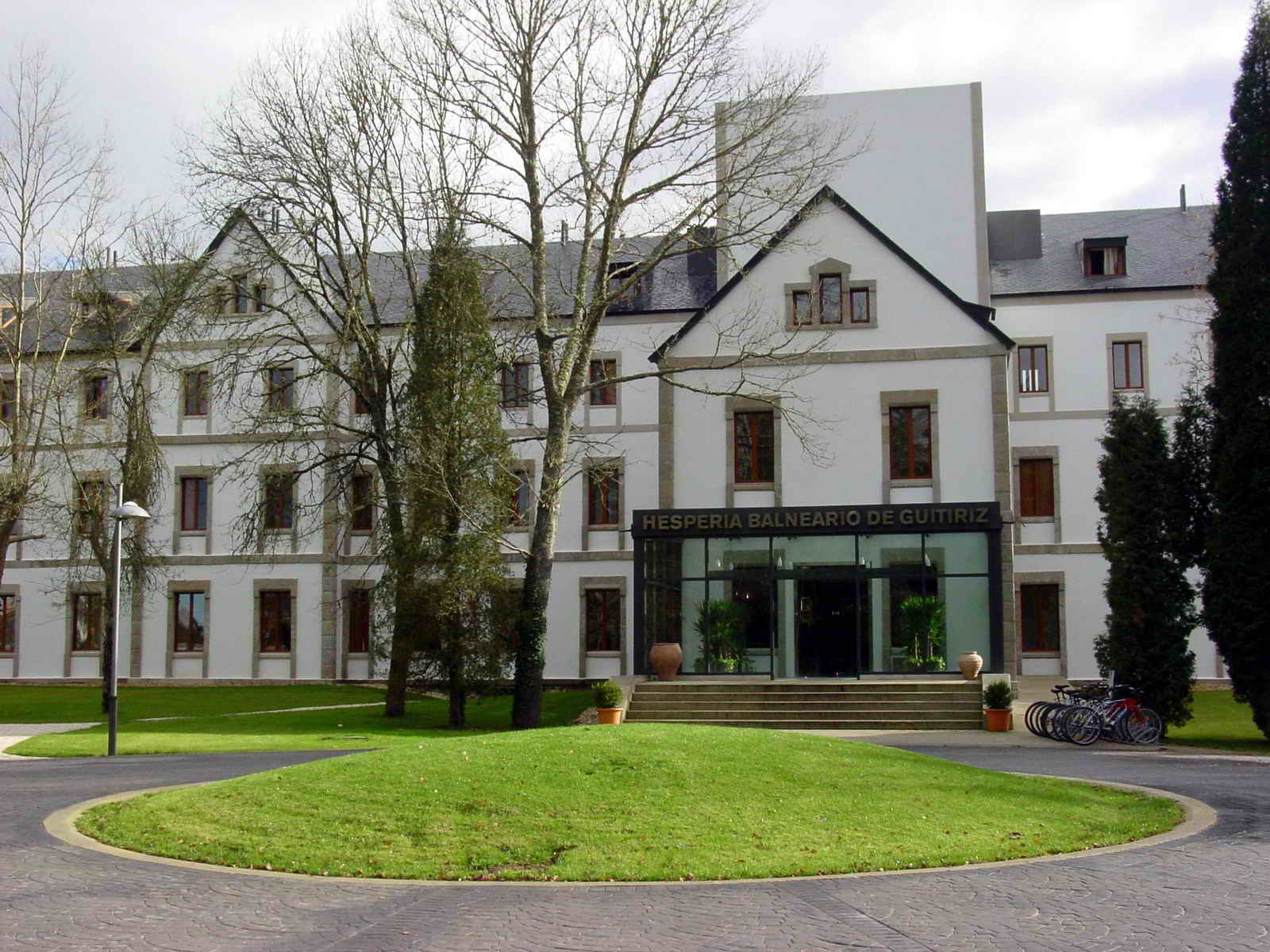
Balneario de Guitiriz

### Deutsch
- Michael Kasper, Raimund Joos: Nordspanien: Jakobsweg – Küstenweg. Der Weg ist das Ziel. Conrad Stein Verlag, 2008, ISBN 978-3-86686-071-1, S. 283.
- Michael Kasper: Nordspanien: Jakobsweg. Alternativrouten. 2. Auflage. Conrad Stein Verlag, 2007, ISBN 978-3-86686-141-1, S. 217.
- Rod Hützen, Kathrin Hützen, Anke Walter: Camino del Norte, Camino de la Costa: Jakobsweg-Küstenweg. 1. Auflage. Hützen & Partner Verlag, 2010, ISBN 978-3-9523633-0-0, S. 234.
- Christian Seebauer: Jakobsweg an der Küste: Eine Wanderung auf schmalem Grat. Pro Business Verlag Berlin, 2012, ISBN 978-3-86386-295-4, S. 308.
- Herbert Hirschler: Himmel, Herrgott, Meer, Musik – Der ‚andere‘ Jakobsweg über die Ruta del Norte. 3. Auflage. Leykam Buchverlag, Graz 2013, ISBN 978-3-7011-7758-5, S. 320.

### Spanisch
- Ángel González: El Camino de Santiago por la Costa o Camino Norte. Editorial Everest, 2004, ISBN 978-84-241-0479-5, S. 239 (spanisch).
- Carlos Mencos: Camino del Norte: Camino de la Costa y Camino Primitivo. Editorial Buen Camino, 2011, ISBN 978-84-939042-0-3 (spanisch).
- Antón Pombo Rodríguez: El Camino de Santiago en tu mochila. Camino Francés. Anaya Touring, 2015, ISBN 978-84-9935-753-9, S. 360 (spanisch).
- El Camino de Santiago – Dos rutas por Euskadi. Eusko Jaurlaritza – Gobierno Vasco. 2006. Edición en castellano y en euskara (por separado)
- Guía de los Caminos por Bizkaia. Paseo de los Caminos por Bizkaia. Asociación de Amigos de Vizcaya. 1993
- Cantabria y el Camino de Santiago. Asociación de los Amigos del Camino de Santiago de Astillero y Cantabria. 1999
- El Camino de Santiago por Asturias. Consejería de Educación del Principado de Asturias. 1994
- Guía del Camino Primitivo. Asociación de Amigos del Camino de Santiago Astur-Galaico del Interior+B73
- Caminos de Santiago del Norte. Asociación Astur-Leonesa de Amigos del Camino de Santiago. 2004